# Étienne Jumel
Pour les articles homonymes, voir Jumel (homonymie).
Étienne Jumel, appelé aussi Stephen Jumel aux États-Unis, né en 1754 à Bordeaux et mort le 22 mai 1832 à New York, est un négociant bordelais passé à Saint-Domingue, où il se lance dans le café puis le coton et fait fortune. Émigré à New-York au moment de l'insurrection de 1791, il y détient des entrepôts importants en 1800 sur Liberty Street et importe des vins de France. C'est alors l'un des réfugiés français de Saint-Domingue en Amérique et le négociant américain qui arme le plus vers Bordeaux. Il y épouse Eliza Brown, qui sera réputée être la femme la plus riche d'Amérique, et fréquente un autre réfugié, Louis Sansay, ami du vice-président américain Aaron Burr, qui épousera la veuve d'Étienne Jumel, qui décède en 1865.
Jumel est avec Cayes, le nom d'une des deux villes du sud de la partie française de Saint-Domingue, là où le coton s'est développé entre 1770 et 1789.